# Herbert Kolly
Herbert «Herby» Kolly (* 28. Februar 1969) ist ein ehemaliger Schweizer Freestyle-Skier. Er war auf die Disziplin Aerials (Springen) spezialisiert.
Kolly trat im März 1988 in Meiringen-Hasliberg erstmals im Freestyle-Skiing-Weltcup an, wobei er den 33. Platz errang, und nahm bis 1994 an 14 Weltcups teil. Dabei kam er einzig in der Saison 1993/94 in die Punkteränge und erreichte im Januar 1994 mit dem sechsten Platz in Lake Placid sein bestes Einzelergebnis. Die Saison beendete er auf dem 20. Platz im Aerials-Weltcup. Zudem belegte er bei den Olympischen Winterspielen 1994 in Lillehammer den 22. Platz.